# Ingevald Torstensson (Örnsparre)
Ingevald Torstensson (Örnsparre), död på 1200-talet, var en svensk riddare.

## Biografi
Ingevald Torstensson (Örnsparre) var riddare och bodde på Bromsten i Spånga socken. Han beseglade 1269 ett jordbyte i Östergötland. Ingevald Torstenssons änka sålde 1299 jord i Olands härad.

### Familj
Ingevald Torstensson var 1299 gift med Sigrid. De fick troligen tillsammans barnen riddaren och lagmannen Johan Ingevaldsson (Örnsparre) och riddaren, lagmannen och riksrådet Filip Ingevaldsson (Örnsparre).